# Mircea Irimescu
Mircea Irimescu (ur. 13 maja 1959 w Krajowej) – rumuński piłkarz występujący na pozycji pomocnika.

## Kariera klubowa
Irimescu zawodową karierę rozpoczynał w 1976 roku w klubie Universitatea Craiova. Spędził tam 14 lat. W tym czasie zdobył z zespołem dwa mistrzostwo Rumunii (1980, 1981), dwa Puchary Rumunii (1981, 1983), a także wywalczył z nim dwa wicemistrzostwa Rumunii (1982, 1983). W barwach Universitatei rozegrał w sumie 318 spotkań i zdobył 62 bramki. W 1990 roku odszedł do drużyny Electroputere Craiova. W 1991 roku trafił do niemieckiego Sportfreunde Siegen, gdzie w 1992 roku zakończył karierę.

## Kariera reprezentacyjna
W reprezentacji Rumunii Irimescu zadebiutował 7 września 1983 roku w zremisowanym 2:2 towarzyskim meczu z Polską. W 1984 roku został powołany do kadry na Mistrzostwa Europy. Zagrał tam w pojedynku z Portugalią (0:1). Z tamtego turnieju Rumunia odpadła po fazie grupowej. W latach 1983–1985 w drużynie narodowej Irimescu rozegrał w sumie 9 spotkań i zdobył 2 bramki.